# Robert Stanford Kreider
Robert Stanford Kreider (* 2. Januar 1919 in Sterling; † 27. Dezember 2015 in North Newton) war ein US-amerikanischer Historiker.

## Leben
Er erwarb den MA (1941 The ethics of non-violence in American trade unionism) und den PhD (1953 The relation of the Anabaptists to the civil authorities in Switzerland, 1525–1555) an der University of Chicago. Seine wichtigsten beruflichen Positionen waren Professor für Geschichte, akademischer Dekan und Präsident am Bluffton College (1952–1974; Präsident von 1965–1972) und Professor für Friedensstudien am Bethel College (1975–1985).

## Schriften (Auswahl)
- Where are we going?. Newton 1971, ISBN 0873039157.
- Christians true in China. Newton 1988, ISBN 0-87303-127-X.
- Looking back into the future. Newton 1998, ISBN 1889239003.
- My early years. An autobiography. Kitchener 2002, ISBN 1894710231.